# Robert Rinchard
Robert Rinchard (Mornimont, 29 mei 1931 – Namen, 20 juli 2024) was een Belgische snelwandelaar, die uitblonk op de lange- en ultralange afstand.

## Loopbaan
Rinchard was Belgisch kampioen op de 20 km snelwandelen in 1963, 1968 en 1969 en Belgisch kampioen op de 50 km snelwandelen in 1966, 1969 en 1971. Hij nam in 1969 ook op beide nummers deel aan de Europese kampioenschappen in Athene. Hij eindigde telkens bij de laatsten.
Daarna ging hij zich toeleggen op de ultralange afstand. Hij won driemaal de klassieker Straatsburg-Parijs: in 1973, 1974 en 1976. In 1975 was hij negende (415 km afgelegd van de 507). In 1976 won hij de eerste uitgave van de 24-uurswandelwedstrijd van Château-Thierry, die als selectiewedstrijd fungeerde voor Straatsburg-Parijs.
Rinchard was aangesloten bij Entente Sportive Jambes.
Hij werd 93 jaar oud.

## Belgische kampioenschappen
| Onderdeel             | Jaar             |
| --------------------- | ---------------- |
| 20.000 m snelwandelen | 1963, 1968, 1969 |
| 50 km snelwandelen    | 1966, 1969       |

## Palmares

### 20.000 m snelwandelen
- 1961:  BK - 1:46.57
- 1962:  BK
- 1963:  BK - 1:44.28
- 1966:  BK - 1:48.32
- 1968:  BK - 1:43.02
- 1969:  BK - 1:47.04
- 1969: 19e EK in Athene - 1:50.26

### 50 km snelwandelen
- 1966:  BK - 5:08.09
- 1967:  BK - 5:21.16
- 1968:  BK - 5:03.25
- 1969:  BK - 4:43.57
- 1969: 14e EK in Athene - 5:09.46
- 1971:  BK - 4:57.05
- 1972:  BK - 4:35.07
- 1973:  BK - 5:02.44

### 100 km snelwandelen
- 1973:  BK - 10:38.08
- 1974:  BK - 9:59.43

### andere
- 1973:  Straatsburg-Parijs (493 km) - 64:34
- 1974:  Straatsburg-Parijs (523 km) - 67:29
- 1976:  Parijs-Straatsburg (533 km) - 69:11